# Paunsaugunt-Plateau

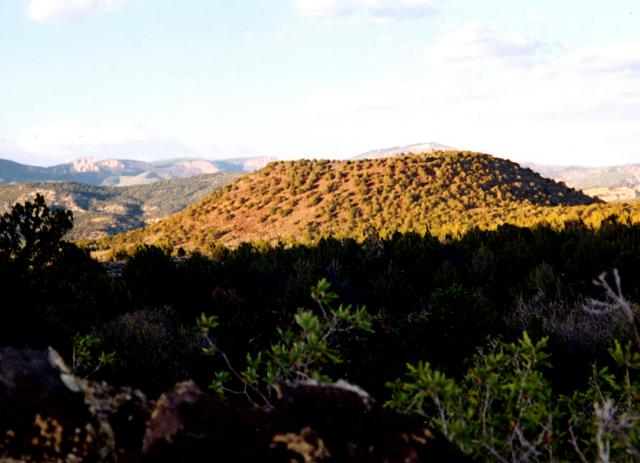
Bald Knoll ist der jüngste einer Gruppe von Schlackenkegeln im Südwesten des Paunsaugunt-Plateaus

Das Paunsaugunt-Plateau [ˈpɔːn.sɑˌgɑnt] ist ein Plateau im Südwesten Utahs in den Vereinigten Staaten. Es liegt mit Höhen zwischen 2100 m und 2800 m im nördlichen Kane County und im südwestlichen Garfield County.
Das Plateau ist etwa 16 Kilometer breit. Es erstreckt sich vom Sevier Plateau aus etwa 40 Kilometer nach Süden und endet in den Pink Cliffs am südlichen Ende. Die Utah State Route 12, eine All-American Road, führt durch das Paunsaugunt-Plateau.
Es wird vom East Fork Sevier River entwässert, der auf dem Plateau nach Norden fließt, um den Hauptarm des Sevier Rivers zu treffen, welcher in einem Tal entlang der westlichen Seite des Plateaus fließt. Das Plateau ist entlang der Ostflanke, die vom Paria River in den Colorado River entwässert wird, stark zerklüftet und durch den Bryce-Canyon-Nationalpark geschützt. Ein Teil der Great-Basin-Wasserscheide liegt entlang des Plateaus, und ein Großteil des Plateaus ist Teil des Dixie National Forest. Im Plateau fallen pro Jahr etwa 5,10 m Schnee und es gibt ca. an 200 Tagen Frost-Tau-Zyklen.
Geologisch gesehen wurde das Plateau vor etwa 10–20 Millionen Jahren durch einen Aufstieg auf dem größeren Colorado-Plateau geschaffen. Die Aufhebung verursachte die Bildung von Klüften entlang der Seite des Plateaus. Spätere Erosion, insbesondere an der Ostseite des Bryce Canyon Nationalparks, haben zur Entstehung markanter Felsformationen geführt, die als Hoodoos bezeichnet werden und das Markenzeichen des Parks sind.
Im Gebiet finden in geringem Maße Weide- und Forstwirtschaft statt sowie Bergbau und Tourismus.